# Станилия Стаменова
Станилия Стаменова е българска състезателка по кану-каяк и бивша състезателка по лека атлетика. Състезателка на клуб „Георги Демирев“, Русе, с треньор Ева Пашева.
Първото ѝ класиране сред първите три за Световната купа по кану-каяк е през май 2011 в Познан, Полша, където печели второто място на 200 метра индивидуално кану.
На Световното първенство по кану-каяк през 2011 година печели бронзов медал на 200 метра индивидуално кану.
През август 2015 година печели златен медал в едноместното кану на 200 метра на световното първенство в Милано.